# 霞凝区
霞凝区，原湖南省望城县县辖区，1995年长沙地区撤区并乡时撤销。“霞凝区”位于望城县东南部湘江以东，撤销以前辖有原桥驿乡（桥驿镇）、杨桥乡、黑麋峰乡、丁字乡、丁字镇、霞凝乡（今新港镇）和书堂乡7乡镇，亦即今桥驿镇、丁字镇和新港镇建镇之初之全境范围。